# ZALA 421-16EM
ZALA 421-16EM — беспилотный самолёт марки ZALA среднего радиуса действия. Производится ижевской компанией ZALA AERO GROUP.
Предназначен для качественного и своевременного мониторинга паводковой и пожароопасной обстановки, нефте- и газопроводов, обеспечения безопасности, поиска и обнаружения объектов и людей, оповещения населения в условиях ЧС. БПЛА эффективен в проведении аэрофотосъёмки для геодезических и картографических работ, авиаучета животных.

## Конструкция
Беспилотный самолёт построен по принципу «летающее крыло», но имеет полноценный фюзеляж при отсутствии хвостового оперения. Низкая удельная масса аппарата позволяет запускать его как с пневматической, так и при помощи эластичной катапульты. В корпус БПЛА интегрированы рукоятки, которые отличают модель надёжностью запуска «с рук». Посадка самолёта осуществляется на парашюте с автоматически наполняемой амортизационной подушкой. При необходимости беспилотный самолёт оснащается дополнительным устройством, позволяющим в случае посадки аппарата на воду, удерживаться на ней не менее пяти минут.

## Тактико-технические характеристики
- Радиус действия видео/радиоканала 25 км / 50 км
- Продолжительность полета 2,5 ч
- Размах крыла БЛА 1810 мм
- Максимальная высота полета 3600 м
- Запуск За рукоятки
- Взлет Эластичная катапульта
- Посадка Парашют /в сеть
- Тип двигателя Электрический толкающий
- Скорость 65-100 км/ч
- Максимальная взлетная масса 6,5 кг
- Масса целевой нагрузки до 1 кг
- Навигация ИНС с коррекцией GPS/ГЛОНАСС, радиодальномер
- Диапазон рабочих температур −30 °C…+40 °C